# Stephen McManus
Stephen McManus (Lanark, 10 de setembro de 1982) é um ex-futebolista e atual treinador escocês.